# Roberto Valderas
Roberto Valderas Wahl (19 novembre 1959) è un ex cestista portoricano.

## Carriera
Con Porto Rico ha disputato i Giochi panamericani di San Juan 1979 e i Campionati americani del 1980.